# Бэйлин, Джесси
Дже́сси Бэ́йлин (англ. Jessie Baylin; 4 апреля 1984,  Джиллетт, Нью-Джерси, США) — американская певица и автор песен.

## Карьера
Дискография Джесси состоит из 3-х альбомов:
- «You (iTunes)»
- «Firesight» (2008, «Verve Forecast Records»)
- «Little Spark» (2012, «Blonde Rat Records label»).

По словам Бэйлин на неё оказали влияние Нина Симон, Элла Фицджеральд, Билли Холидей, Барбра Стрейзанд и Джуди Гарленд.

## Личная жизнь
С 14 ноября 2009 года Джесси замужем за музыкантом Нейтаном Фоллоуиллом, с которым она встречалась 3 года до их свадьбы. У супругов есть двое детей — дочь Вайолет Марлоу Фоллоуилл (род. 26.12.2012) и сын Оливер Фрэнсис Фоллоуилл (род. 10.04.2018).